# Futebol Clube de Felgueiras
Maillots
Actualités
Le Futebol Clube Felgueiras 1932, est un club portugais de football, situé à Felgueiras dans le district de Porto.

## Historique
Le club du FC Felgueiras 1932 est fondé en 2006 après la dissolution du précédent club: le F.C. Felgueiras en 2005 en raison de problèmes financiers. Le club "Felgueirense" joue ses matchs au Stadio Dr Machado de Matos d'une capacité de 7500 places assis  
Le club évolue en 1re division lors de la saison 1995-1996, sous les ordres de l'entraineur portugais Jorge Jésus
Lors de cette unique saison passée en D1, le club se classe 16e du championnat, avec 8 victoires, 9 matchs nuls, 17 défaites et un total de 33 points.
Le club a pu compter dans ses rangs plusieurs grands joueurs portugais à l'instar de José Fonte, international portugais de 2014 à 2021 et vainqueur de l'Euro 2016 et de la Ligue des Nations 2019.
L'international portugais Sergio Conceicao lors de la saison 1995/1996.
Mais aussi Fernando Meiria (international portugais de 2006 à 2010) en pret du Vitoria Guimaraes lors de l'exercice 1998/1999.
Après plusieurs échecs durant les barrages de promotions durant les saisons précédentes, le FC Felgueiras valide son billet pour la deuxième division portugaise lors de la saison 2023-2024, en remportant son dernier match de promotion face au Sporting da Covilha (2-0)
Le club est donc promu dans l'antichambre du football portugais 19 ans après l'avoir quitté.

## Bilan saison par saison
| Saison    | I   | II       | III | IV  | V   | VI |
| 1992-1993 |     | 10       |     |     |     |    |
| 1993-1994 |     | 6        |     |     |     |    |
| 1994-1995 |     | 3        |     |     |     |    |
| 1995-1996 | 16  |          |     |     |     |    |
| 1996-1997 |     | 4        |     |     |     |    |
| 1997-1998 |     | 8        |     |     |     |    |
| 1998-1999 |     | 5        |     |     |     |    |
| 1999-2000 |     | 7        |     |     |     |    |
| 2000-2001 |     | 15       |     |     |     |    |
| 2001-2002 |     | 16       |     |     |     |    |
| 2002-2003 |     | 16       |     |     |     |    |
| 2003-2004 |     | 11       |     |     |     |    |
| 2004-2005 |     | 11       |     |     |     |    |
| ...       | ... | ...      | ... | ... | ... | .  |
| 2007-2008 |     |          |     |     |     | 4  |
| ...       | ... | ...      | ... | ... | ... | .  |
| 2016-2017 |     |          | 3   |     |     |    |
| 2017-2018 |     |          | 1   |     |     |    |
| 2018-2019 |     |          | 5   |     |     |    |
| 2019-2020 |     |          | 7   |     |     |    |
| 2020-2021 |     |          | 2   |     |     |    |
| 2021-2022 |     |          | 3   |     |     |    |
| 2022-2023 |     |          | 4   |     |     |    |
| 2023-2024 |     |          | 2   |     |     |    |
| 2024-2025 |     | en cours |     |     |     |    |

## Palmarès
AF Porto First Division (4e divison)
2011/2012: Champion (promu en Liga 3)
2008/2009 et 2009/2010: 3ème

Liga 3 (D3)
2023/2024: Vice Champion (promu en Liga 2)
2017/2018, 2021/2022, 2022/2023 et 2023/2024: 1er groupe Nord (défaite en barrage de promotion)
2013/2014 et 2016/2017: 3e du groupe Nord